# Archidiocèse de Moguilev
L' archidiocèse de Moguilev (Mahiliow ou Mohilev) est un archidiocèse catholique romain de rite latin qui couvrait tout l'Empire russe sauf des diocèses particuliers.

## Histoire

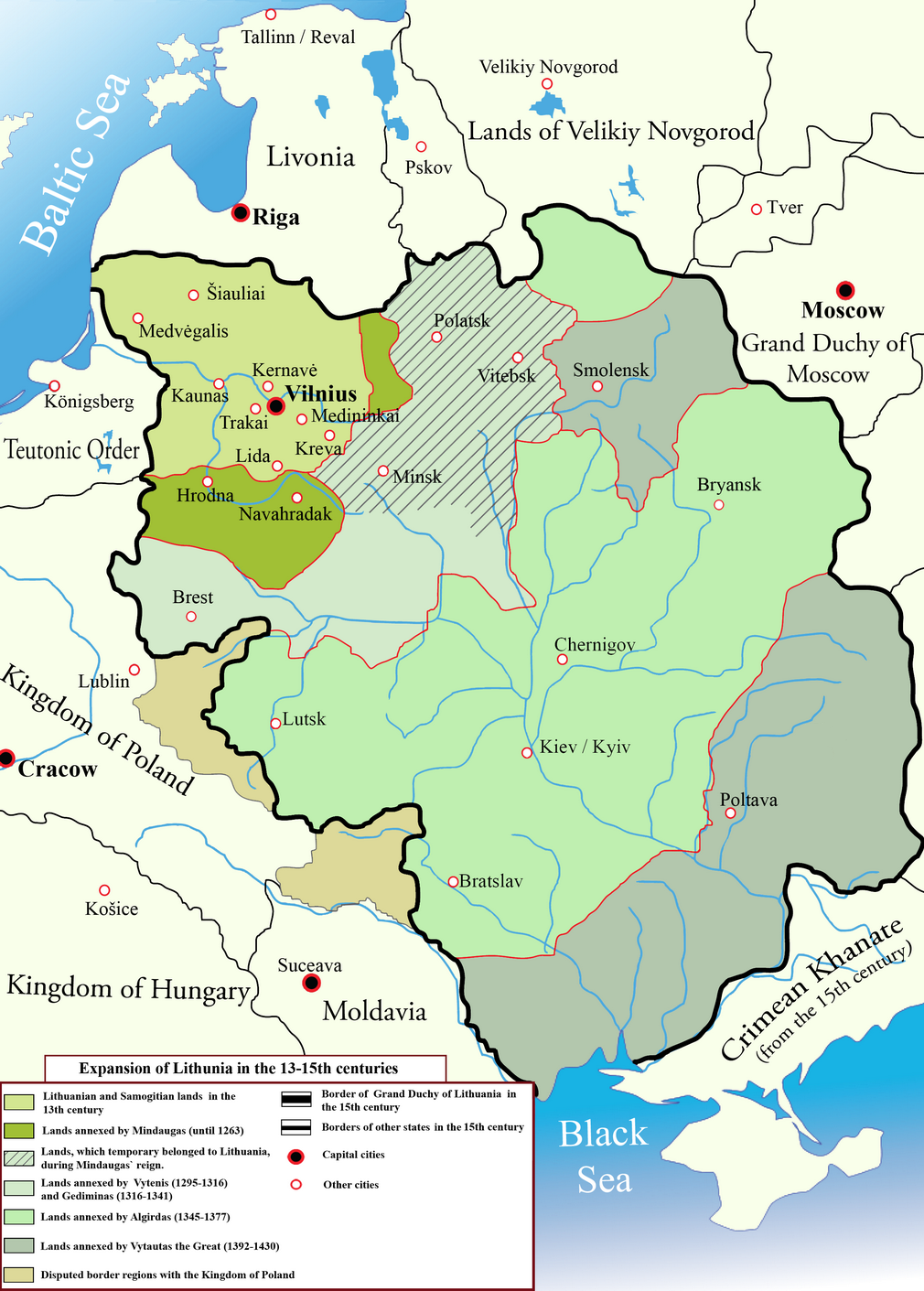
Expansion du grand-duché de Lituanie entre le XIIIe et le XVe siècle

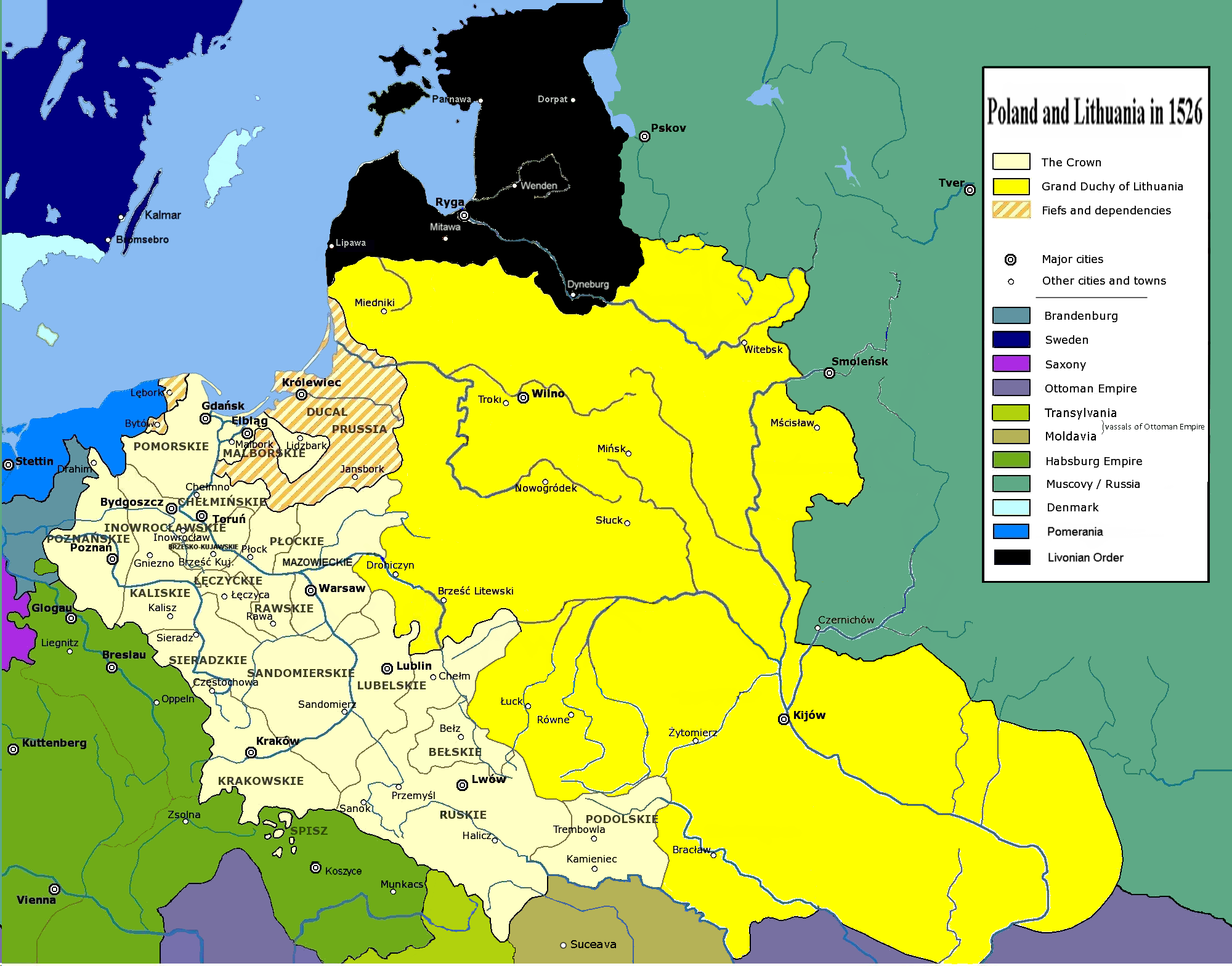
La Pologne et le grand-duché de Lituanie en 1561

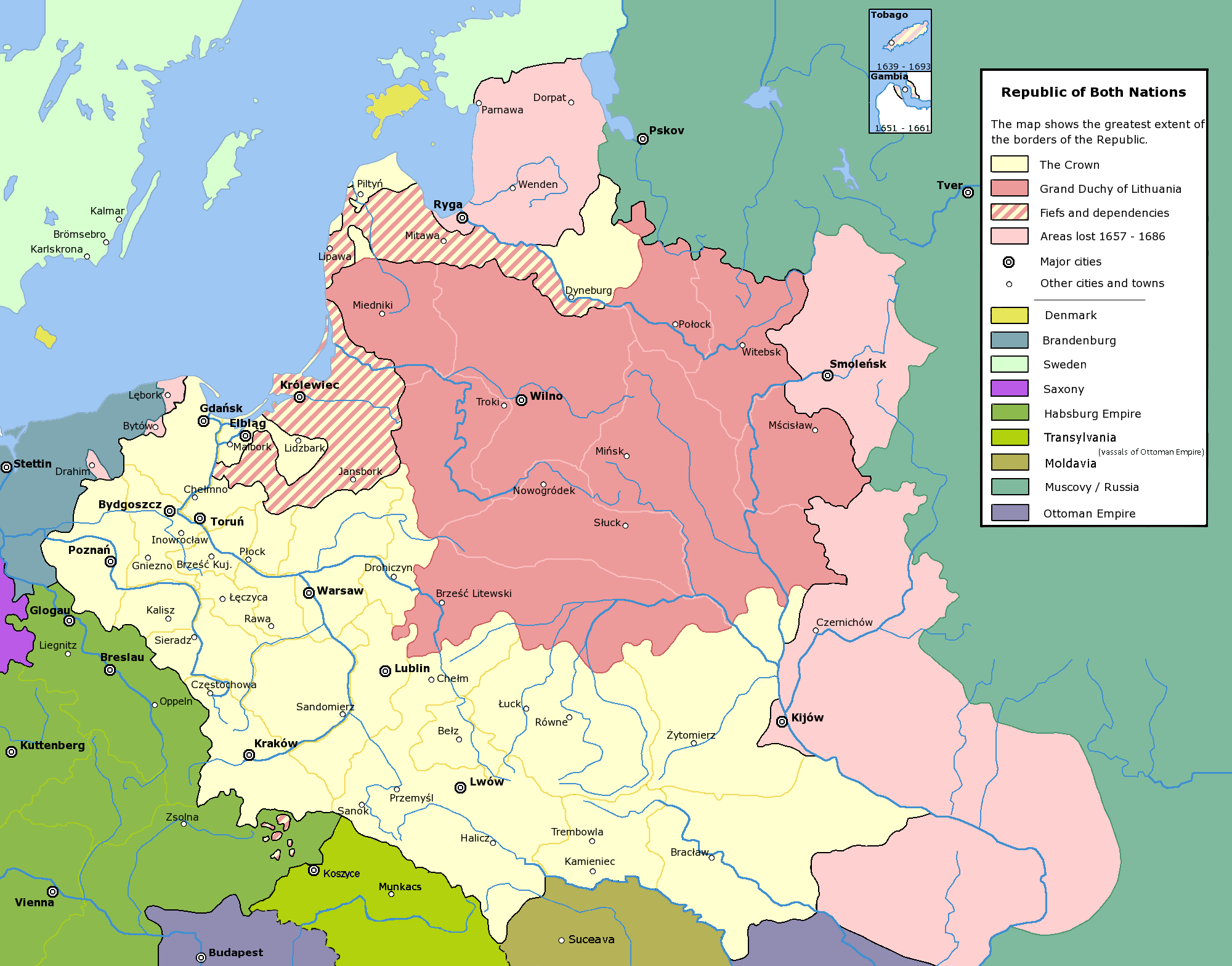
République des Deux Nations en 1686

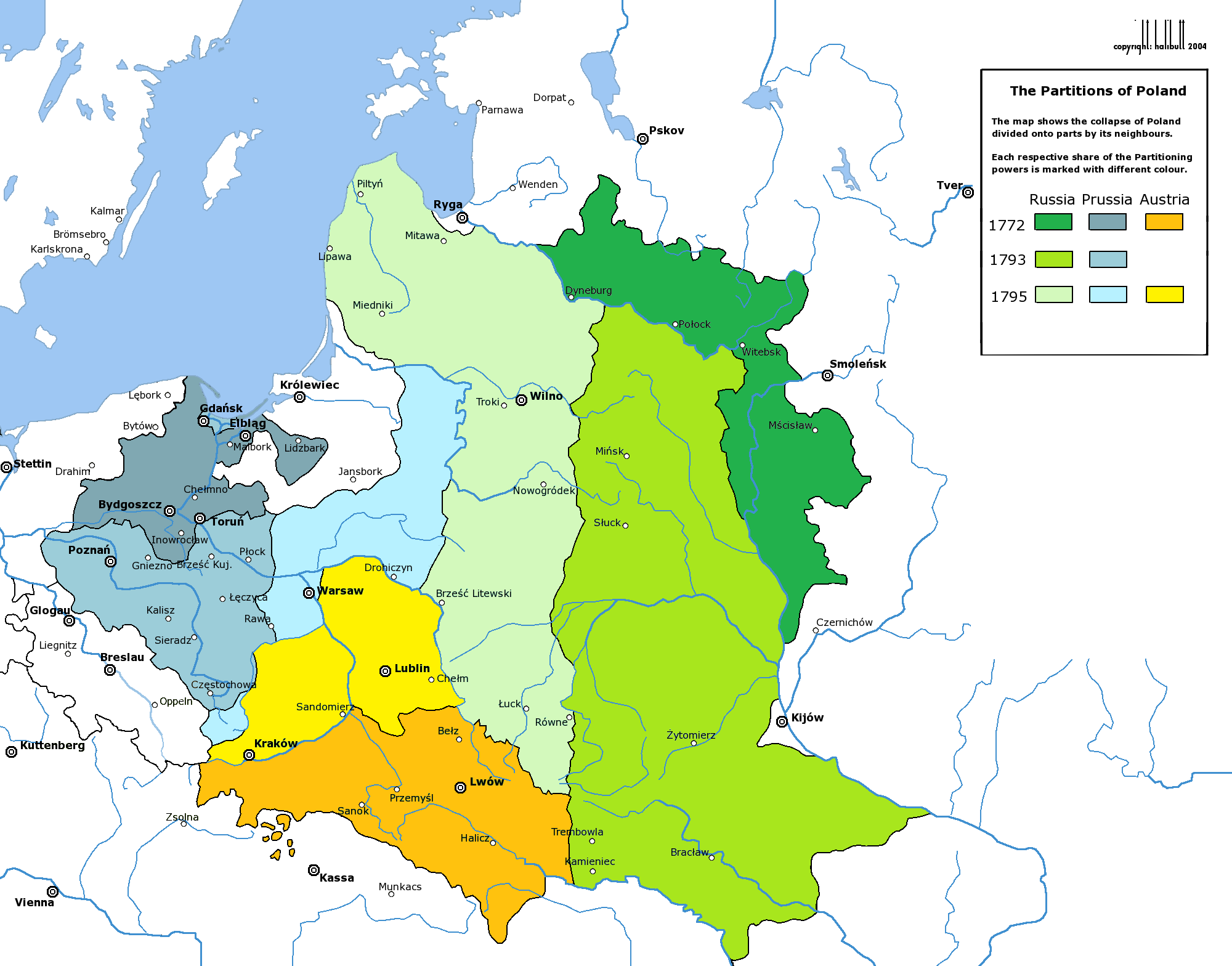
Les trois partages de la Pologne
1772 - 1793 - 1795

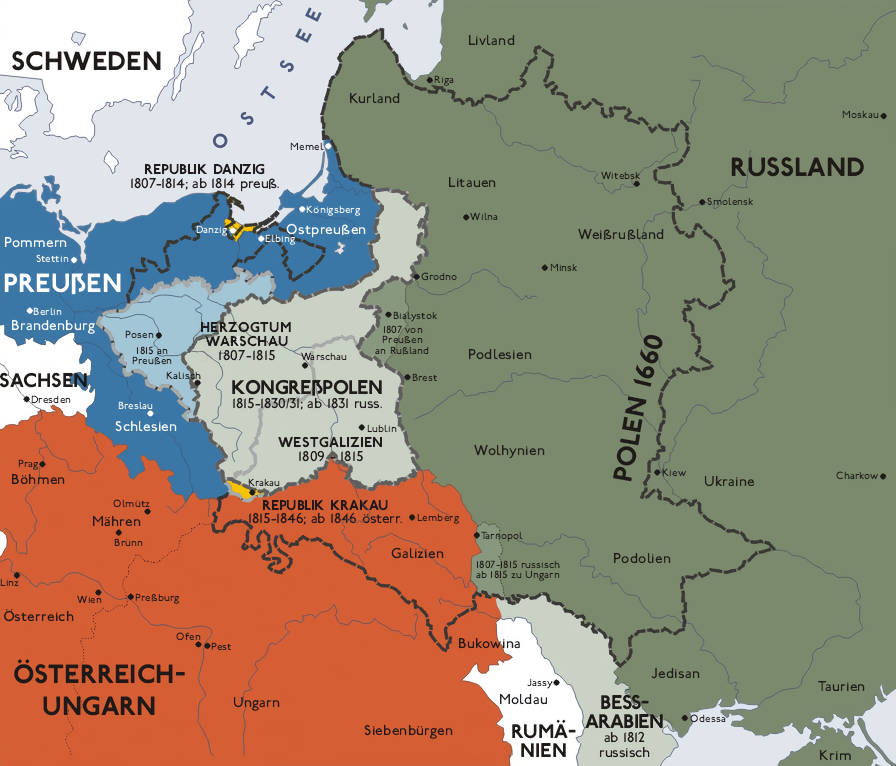
Le royaume du Congrès (1815-1830) et l'Empire russe

Après le premier partage de la Pologne, en 1772, l'impératrice Catherine II a entamé une réorganisation de l'Église catholique à l'intérieur de l'Empire russe dans ses nouvelles frontières et en rompant les relations des diocèses suffragants avec des archidiocèses se trouvant hors de sa souveraineté.
L'archidiocèse de Moguilev a d'abord été érigé en diocèse de Moguilev, dans une action unilatérale de la tsarine Catherine II sans demander l'accord préalable du Saint-Siège. Son territoire était séparé du diocèse de Vilnius, du diocèse d'Inflanty (en) (diocèse de Livonie) et du diocèse de Smolensk (en). 
En 1782, la tsarine Catherine II  a élevé le diocèse en archidiocèse non-métropolitain de Moguilev. Ce n'est que le 15 avril 1783 que le pape Pie VI a donné son accord dans la bulle Onerosa pastoralis officii.
Le 9 août 1798, l'archidiocèse de Moguilev a perdu une partie de son territoire pour établir le diocèse de Minsk, en Russie blanche, après le troisième partage de la Pologne. L'archidiocèse de Moguilev devient ensuite métropolitain avec cinq diocèses suffragants. La bulle Modernis undique pressi du pape Pie VI a confirmé la nouvelle organisation de l'Église de Vilnius, Samogitie, Loutsk-Jytomyr, Kamianets-Podilsky. Il devient l'archidiocèse catholique de tout l'Empire russe :
- archidiocèse métropolitain de Moguilev, qui s'étend sur les gouvernements de Moguilev, Vitebsk en Russie Blanche, de Kiev en Ukraine, de Pétersbourg, de Moscou, de Livonie, de Saratov, d'Astrakhan, de Crimée
  - diocèse de Samogitie, avec un évêque auxiliaire,
  - diocèse de Vilnius qui embrassait toute la Lituanie, la Courlande et le territoire du diocèse de Livonie (en) qui a été supprimé, avec quatre évêques auxiliaires à Vilnius, Brest, Trakai et Courlande,
  - diocèse de Loutsk qui s'étendait sur toute la Volhynie, le diocèse de Kiev, avec deux évêques auxiliaires à Loutsk (Lutsk, Łuck) et Jytomyr,
  - diocèse de Kamianets-Podilsky qui s'étend sur toute la Podolie,
  - diocèse de Minsk créé après la séparation du gouvernement de Minsk de celui de Vilnius[1].

En 1818 il a gagné le territoire du diocèse de Smolensk qui est supprimé.
Un concordat est signé entre le Saint-Siège et l'Empire russe en 1847 après des discussions en juin 1847 précisant l'organisation de l'Église catholique dans l'Empire russe avec un archidiocèse et six diocèses :
- archidiocèse de Moguilev embrassant toutes les parties de l'Empire russe sauf les six diocèses ci-dessous,
  - diocèse de Vilnius comprend les gouvernements de Vilnius et de Grodno,
  - diocèse de Telsch ou de Samogitie dans les limites des gouvernements de Courlande et de Kaunas,
  - diocèse de Minsk à l'intérieur des limites du gouvernement de Minsk,
  - diocèse de Loutsk et Jytomyr composé du gouvernement de Kiev et du gouvernement de Volhynie,
  - diocèse de Kamianets-Podilsky avec le gouvernement de Podolie,
  - nouveau diocèse de Tiraspol avec la province de Bessarabie, les gouvernements de Kherson, d'Iekaterinoslav, Saratov, la Crimée (Tauride), l'Astrakhan, Samara, créé le 3 juillet 1848.

Le siège de l'archevêque de Moguilev est à Saint-Pétersbourg (en la Cathédrale Notre-Dame-de-l'Assomption) par ordre du gouvernement. L'archevêque ne peut pas visiter ses paroisses sans permission du gouvernement et aucun archevêque n'a jamais pu visiter toutes les paroisses de son diocèse. Ce n'est qu'en 1909 que l'évêque auxiliaire de Moguilev, Jan Feliks Cieplak, a pu visiter les vastes régions orientales du diocèse. Il a pu ainsi trouver des catholiques sur l'île Sakhaline, des exilés polonais.
L'archidiocèse est resté le siège métropolitain latin de toute la Russie dans la période de l'Empire russe et la période de l'Union des républiques socialistes soviétiques. Pendant la majeure partie de la dernière période, il ait été le sujet de la répression et n'avait aucun archevêque en exercice.
Son territoire a été diminué à plusieurs reprises pour établir successivement le diocèse de Tiraspol, en 1848, l'Exarchat apostolique de Russie en 1917, le diocèse de Riga, le 22 septembre 1918, le Vicariat Apostolique de Finlande le 8 juin 1920 et le Vicariat Apostolique de Sibérie le 1er décembre 1921
Moguilev est une ville dans l'actuelle Biélorussie. À la suite de la disparition de l'Union Soviétique, le territoire et le titre de l'archidiocèse ont été fusionnés le 13 avril 1991 en son ancien diocèse suffragant de Minsk (qui avait souvent été gouvernée par intérim par son métropolitain, en tant qu'administrateur apostolique), devenu la capitale de ce nouveau pays indépendant, en créant l'archidiocèse catholique romain de Minsk-Moguilev. Les limites territoriales du nouvel archidiocèse ont été redessinées pour inclure uniquement le territoire biélorusse. 
Les territoires de l'ancien archidiocèse appartenant à la Russie actuelle ont été réaffectés, d'abord à l'Administration apostolique de la Russie d'Europe, et par la suite à ce qui sont maintenant l'archidiocèse de la Mère de Dieu à Moscou dans le nord et le diocèse de Saint-Clément à Saratov dans le sud.

## Archevêques de Moguilev
- Stanisław Bohusz Siestrzeńcewicz, nommé le 11 décembre 1783 jusqu'à sa mort le 1er décembre 1826,
- Kasper Kazimierz Kolumna Cieciszowski, nommé le 23 juin 1828 jusqu'à sa mort le 28 avril 1831,
- Ignacy Ludwik Pawłowski, nommé le 1er mars 1841 jusqu'à sa mort le 20 juin 1842,
- Kazimierz Roch Dmochowski, nommé le 3 juillet 1848 jusqu'à sa mort le 24 janvier 1851,
- Ignacy Hołowiński, succède le 24 janvier 1851 jusqu'à sa mort le 7 octobre 1855,
- Wacław Żyliński, nommé le 18 septembre 1856 jusqu'à sa mort le 5 mai 1863,
- Anton Fiałkowski, nommé le 23 février 1872 jusqu'à sa mort le 11 février 1883,
- Aleksander Kazimierz Gintowt-Dziewaltowski, nommé le 15 mars 1883 jusqu'à sa mort le 26 août 1889,
- Szymon Marcin Kozłowski, nommé le 14 décembre 1891 jusqu'à sa mort le 26 novembre 1899,
- Bolesław Hieronim Kłopotowski, nommé le 15 avril 1901 jusqu'à sa mort le 24 février 1903,
- Jerzy Józef Elizeusz Szembek, nommé le 9 novembre 1903 jusqu'à sa mort le 7 août 1905,
- Apolinary Wnukowski, nommé le 16 juin 1908 jusqu'à sa mort le 21 mai 1909,
- Wincenty Kluczynski, nommé le 7 avril 1910 jusqu'à sa démission le 22 septembre 1914,
- Eduard von der Ropp, nommé le 25 juillet 1917 jusqu'à sa mort le 25 juillet 1939. Il est déporté en Pologne en 1920 et n'est plus retourné en Russie.
  - Jan Feliks Cieplak, administrateur apostolique du diocèse entre le 5 juillet 1923 et le 14 décembre 1925, puis archevêque de Vilnius.
  - Boleslas Sloskans, administrateur apostolique entre le 5 mai 1926 et le 18 avril 1981.